# Стоянський Врх
Стоянський Врх (словен. Stojanski Vrh) — поселення в общині Брежиці, Споднєпосавський регіон, Словенія. Висота над рівнем моря: 230,3 м.